# Motýl něhy uletí
Motýl něhy uletí je album Renaty Drössler, které obsahuje zhudebněné básně Jiřího Žáčka, s nímž se Drössler poprvé seznámila na křtu svého druhého alba Jsem jaká jsem. Po takřka 10 letech přemýšlení a hledání byly básně vybrány, zhudebněny, natočeny a v roce 2015 vydány na CD.
Žáčkovu dvorní nakladatelku, paní Veroniku Baštovou, napadlo začlenit album jako přílohu sbírky básní Jiřího Žáčka Šansony & spol.
V roce 2022 bylo vydáno digitálně remasterované album (v Abbey Road Studious) na LP. Takže mezi prvním nápadem a vinylem uplynulo sedmnáct let. Křest LP proběhl na jaře 2023 v Třinci i Praze. 

## Seznam skladeb na CD
| Pořadí         | Název                        | Hudba          | Text           | Délka |
| -------------- | ---------------------------- | -------------- | -------------- | ----- |
| 1.             | Napsat báseň 1               | --             | J. Žáček       | 00:07 |
| 2.             | Když jsme byli malí cvoci    | R. Drössler    | J. Žáček       | 02:33 |
| 3.             | Jarní neurózy                | R. Drössler    | J. Žáček       | 03:17 |
| 4.             | Zvedni kotvu Ofélie          | P. Ožana       | J. Žáček       | 02:28 |
| 5.             | Blues nuselského mostu       | P. Ožana       | J. Žáček       | 04:00 |
| 6.             | Popěvek při holení           | L. Přibyl      | J. Žáček       | 01:41 |
| 7.             | Šanson                       | L. Přibyl      | J. Žáček       | 02:49 |
| 8.             | Odrhovačka o Titaniku        | P. Ožana       | J. Žáček       | 02:18 |
| 9.             | Voda voděnka                 | L. Přibyl      | J. Žáček       | 03:54 |
| 10.            | Silvestrovská                | L. Přibyl      | J. Žáček       | 01:54 |
| 11.            | Písnička o škaredých holkách | P. Ožana       | J. Žáček       | 02:25 |
| 12.            | Lori                         | R. Drössler    | J. Žáček       | 03:53 |
| 13.            | Ochotnická                   | P. Ožana       | J. Žáček       | 02:56 |
| 14.            | Jasná noci! Temná noci!      | L. Přibyl      | J. Žáček       | 04:18 |
| 15.            | Napsat báseň 2               | --             | J. Žáček       | 01:44 |
| Celková délka: | Celková délka:               | Celková délka: | Celková délka: | 40:17 |

## Seznam skladeb na LP
| strana A (délka 19:05) | strana A (délka 19:05)    | strana A (délka 19:05) | strana A (délka 19:05) | strana A (délka 19:05) |
| Pořadí                 | Název                     | Hudba                  | Text                   | Délka                  |
| ---------------------- | ------------------------- | ---------------------- | ---------------------- | ---------------------- |
| 1.                     | Napsat báseň 1            | --                     | J. Žáček               | 00:07                  |
| 2.                     | Když jsme byli malí cvoci | R. Drössler            | J. Žáček               | 02:29                  |
| 3.                     | Jarní neurózy             | R. Drössler            | J. Žáček               | 03:12                  |
| 4.                     | Zvedni kotvu Ofélie       | P. Ožana               | J. Žáček               | 02:24                  |
| 5.                     | Blues nuselského mostu    | P. Ožana               | J. Žáček               | 03:56                  |
| 6.                     | Popěvek při holení        | L. Přibyl              | J. Žáček               | 01:37                  |
| 7.                     | Šanson                    | L. Přibyl              | J. Žáček               | 02:45                  |
| 8.                     | Odrhovačka o Titaniku     | P. Ožana               | J. Žáček               | 02:15                  |

| strana B (délka 21:04) | strana B (délka 21:04)       | strana B (délka 21:04) | strana B (délka 21:04) | strana B (délka 21:04) |
| Pořadí                 | Název                        | Hudba                  | Text                   | Délka                  |
| ---------------------- | ---------------------------- | ---------------------- | ---------------------- | ---------------------- |
| 1.                     | Voda voděnka                 | R. Drössler            | J. Žáček               | 03:49                  |
| 2.                     | Silvestrovská                | P. Ožana               | J. Žáček               | 01:50                  |
| 3.                     | Písnička o škaredých holkách | P. Ožana               | J. Žáček               | 02:20                  |
| 4.                     | Lori                         | R. Drössler            | J. Žáček               | 03:48                  |
| 5.                     | Ochotnická                   | P. Ožana               | J. Žáček               | 02:52                  |
| 6.                     | Jasná noci! Temná noci!      | L. Přibyl              | J. Žáček               | 04:14                  |
| 7.                     | Napsat báseň 2               | --                     | J. Žáček               | 01:45                  |
| Celková délka:         | Celková délka:               | Celková délka:         | Celková délka:         | 40:17                  |

## Obsazení
- Texty: Jiří Žáček
- Zpěv: Renata Drössler
- Klavír: Petr Ožana
- Housle: Hana Vyšinská
- Violoncello: Iris Moris
- Perkuse: Tomáš Hřivnáč
- Foto Renaty Drössler a Jiřího Žáčka: Lenka Hatašová/Jiří Šujanský - LP
- Design alba: Tomáš Dočkal/CATRO Production - LP
- Suchá jehla: Tomáš Hřivnáč